# 热带风暴奥梅卡
热带风暴奥梅卡（英語：Tropical Storm Omeka）是20世纪60年代开始有可靠纪录以来形成日期最晚且获得命名的东太平洋热带风暴，风暴同属2010年太平洋台风季和飓风季的组成部分。
2010年12月18日，中太平洋飓风中心开始监控国际日期变更线附近的亚热带气旋是否会发展成热带气旋。接下来两天里，系统向西南方向移动并进入西太平洋盆地，然后开始转变成热带气旋。12月20日经过国际日期变更线后不久，中太平洋飓风中心经评估认为气旋已成为热带风暴。数小时后，风暴回到中太平洋飓风中心预警责任区（西经140°至国际日期变更线之间）并获名“奥梅卡”。在此期间，气旋达到风力时速100公里的最高强度。12月20日晚，奥梅卡因所在海域的风切变增多而开始减弱。到了12月21日，风暴中心已经没有对流，最终于次日完全消散。奥梅卡曾掠过利相斯基岛，但没有造成破坏。

## 气象历史
奥梅卡的起源可以追溯到西太平洋的温带气旋，系统在国际日期变更线附近向西南方向移动，于12月18日转变成科納風暴，不久又成为亚热带气旋。天气系统的规模庞大而且还在继续扩张，起初朝西南方向移动，气象机构预计气旋不会有显著发展。随着低气压区行经洋面水温升高，气旋中心附近得以保持深层对流区。中太平洋飓风中心认为，系统12月19日经过国际日期变更线时已经完全转变成热带气旋。不过，联合台风警报中心认为低气压区此时还是亚热带气旋，因为位于环流中心上空的风暴核心仍属冷芯。气旋此时已存在眼状特征，而且达到持续风速每小时100公里、最低气压997毫巴（百帕，29.4英寸汞柱的最高强度）。12月19日晚，日本气象厅把转向东南的系统归类成热带低气压。12月20日清晨，日本气象厅针对热带低气压发布最后一份公告，气旋再度越过国际日期变更线，返回中太平洋飓风中心预警责任区。

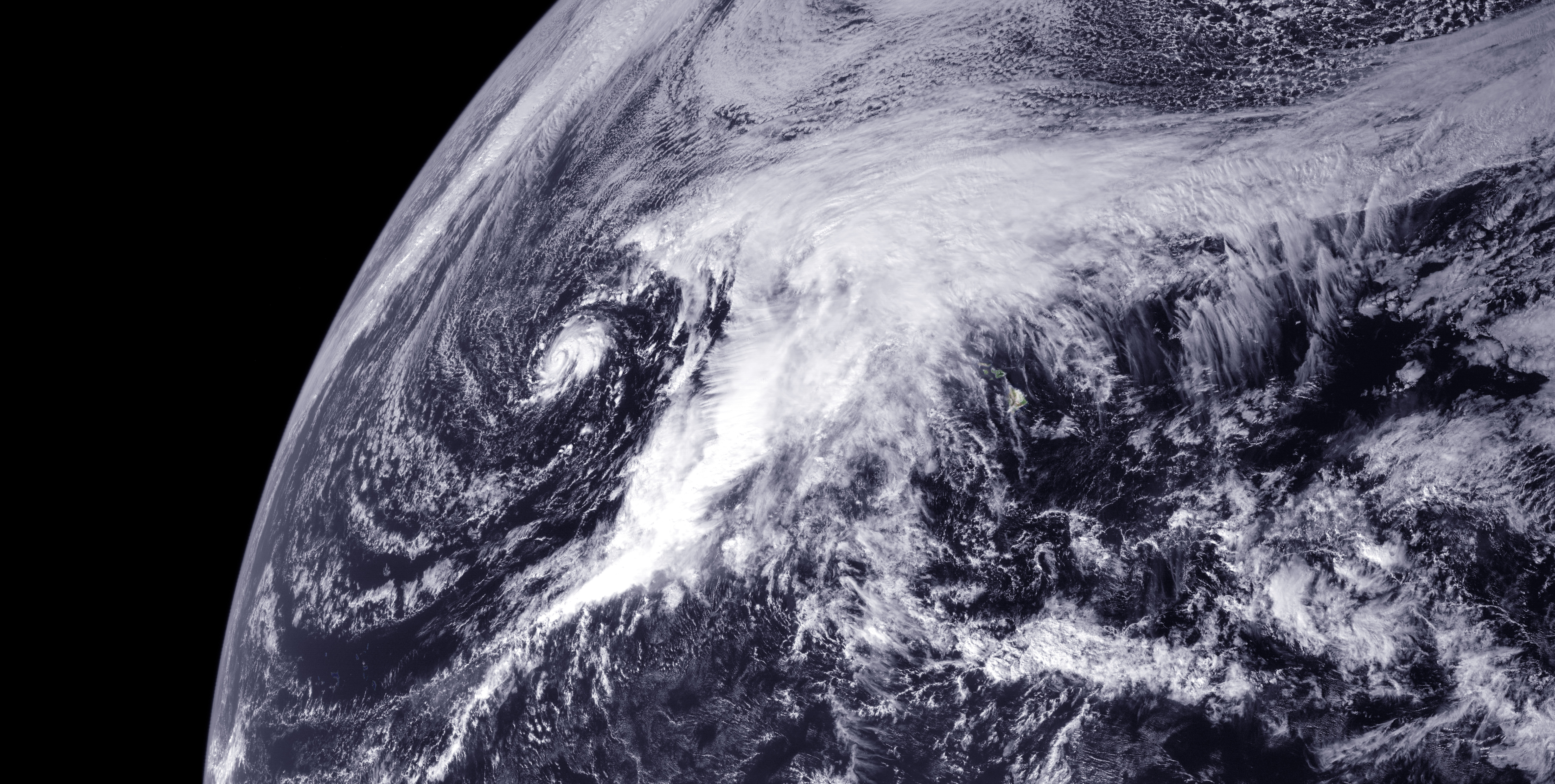
亚热带风暴奥梅卡及其起源的温带天气系统

中太平洋飓风中心此时已将系统归类成热带风暴，于协调世界时12月20日上午9点针对中途岛以南约815公里洋面的气旋发布第一份公告。公告中用“奥梅卡”（Omeka）为风暴命名，系统至此成为2010年太平洋飓风季期间中太平洋第一个获命名的热带气旋。受西侧的中层低气压区影响，风暴此后总体保持向东北方向移动。由于行经海域水温降低且风切变增多，奥梅卡快速减弱，强度至12月20日晚已降至热带风暴下限，风速每小时65公里。12月21日，气旋内不时出现对流爆发，风速保持在烈风强度，但持续存在的风切变还是在当天上午占据上峰。早上7至8点，奥梅卡掠过利相斯基岛（Lisianski Island）。上午9点左右，中太平洋飓风中心针对奥梅卡发布最后一份公告，宣布风暴在中途岛东南偏东方向约450公里海域转变成温带气旋。12月23日，奥梅卡的温带残留完全消散。

## 影响和纪录
12月21日，奥梅卡的中心掠过利相斯基岛，此时风暴的持续风速约为每小时65公里。不过，中太平洋飓风中心预计气旋会在经过该岛前减弱，所以没有发布热带风暴观察预警或警告。奥梅卡于12月20日经过国际日期变更线进入东北太平洋，是2000年的热带风暴温尼过后第一个从西太平洋进入东北太平洋的热带气旋，而且是20世纪60年代开始有可靠纪录以来形成和持续日期最晚的东太平洋热带气旋。但据中太平洋飓风中心的数据库记载，1903和1904年的12月23日可能都有热带气旋形成。此外，奥梅卡还是1997年的台风柏加过后中太平洋第一场12月风暴。受强烈的拉尼娜现象影响，2010年太平洋的热带气旋活跃度创下历史新低。奥梅卡是中太平洋这年出现的首场风暴，这也意味着如果不计没有风暴形成的年份，2010年太平洋飓风季的开局时间比有可靠纪录以来的任何太平洋飓风季都晚。